# KZ Lety
Das Konzentrationslager Lety in Lety bei Písek (damals Zigeunerlager Lety, tschechisch Cikánský tábor v Letech, benannt) war von 1940 bis 1945 im Protektorat Böhmen und Mähren ein deutsches Konzentrationslager, in dem als „asozial“ Eingestufte, unter ihnen viele Roma, inhaftiert wurden und Zwangsarbeit zu leisten hatten. Eine große Zahl von Häftlingen überlebte die Lagerbedingungen nicht.
Ein Teil der Häftlinge wurde zwischen 1942 und 1944 in das Vernichtungslager Auschwitz-Birkenau verschleppt. Ab August 1942 firmierte Lety als eines von zwei „Zigeunerlagern“ im Protektorat, weshalb es als ein Vollzugsort des Genozids an den europäischen Roma (Porajmos) gewertet werden kann.

## Geschichte
Noch vor der deutschen Besetzung des Landesteils der Tschechoslowakei am 15. März 1939, der nach Gebietsabtretungen und Sezession des Slowakischen Staates verbliebenen war, verabschiedete die tschechoslowakische Regierung am 2. März 1939 einen Erlass über „Arbeitslager“, in denen „Arbeitsscheue“ interniert werden sollten. Mit der Errichtung des „Protektorats Böhmen und Mähren“ wurde ab November 1939 das Herumziehen von Wohnsitzlosen verboten (Regierungserlass vom 28. April 1939). Der Bau der Lager geschah nach der Anordnung des Reichsprotektors Konstantin von Neurath vom 15. Juli 1940, wodurch die Verfügung 72/1939 der Regierung der Tschechoslowakei vom 2. März 1939 übernommen wurde.

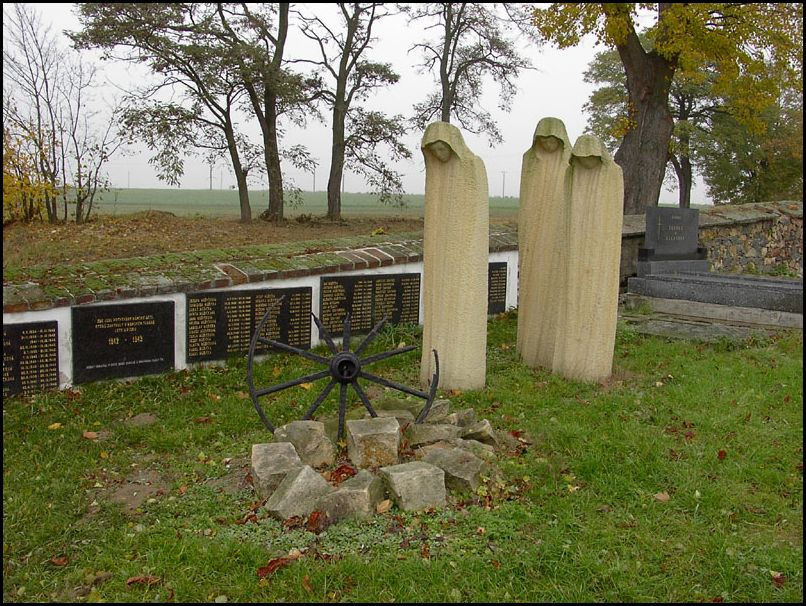
Gedenktafeln auf dem Friedhof in Mirovice für die in Lety ermordeten Roma-Kinder

Viele tschechische Großgrundbesitzer nutzten die „Arbeitslager“-Gesetzgebung, um Zwangsarbeiter für ihre Anwesen zu bekommen. Nachdem im Dezember 1939 ein Schneesturm in dem rund 10.000 Hektar großen Wald der deutsch-tschechischen Familie von Schwarzenberg starke Schäden verursacht hatte, bemühten sich die Eigentümer um Zwangsarbeiter, um die erheblichen Mengen Bruchholz zu verwerten. Die Protektoratsverwaltung in Prag finanzierte daraufhin die Einrichtung eines Arbeitslagers in der Nähe des schwarzenbergschen Anwesens bei Orlík nad Vltavou. Daraus entwickelte sich das Lager Lety. Es unterstand tschechischer Leitung und hatte ausschließlich tschechisches Wachpersonal.
Ab August 1940 hatte Lety den Status eines Arbeitsstraflagers. Häftlingskategorien waren neben Bettlern und Spielern „Müßiggänger“, „notorische Nichtstuer“ und „umherziehende Zigeuner“. Als „Zigeuner“ galten in soziografischer Perspektive nicht nur die von der tschechischen Mehrheitsbevölkerung als „Schwarze“ stigmatisierten Roma, soweit sie „umherzogen“, sondern auch „weiße“, „nach Zigeunerart umherziehende“ ethnische Tschechen. „Volksdeutsche“ durften dagegen grundsätzlich nicht in die Lager des Protektorats eingewiesen werden. Zwischen September 1940 und Dezember 1941 betrug der Anteil der als „Zigeuner“ Bezeichneten – Roma und Nichtroma – in Lety mit 290 Personen 13,6 Prozent der Häftlinge.
Am 9. März 1942 übertrug die Protektoratsregierung den grundlegenden Erlass über die vorbeugende Verbrechensbekämpfung von 1937 auf das besetzte Gebiet. Eines von mehreren Lagern für die dort systematisierte Vorbeugehaft wurde Lety. In den Jahren 1942 bis 1944 wurden von diesen Lagern aus (neben Lety noch KZ Hodonín, Prag-Ruzyně, Pardubice, Brünn) insgesamt 14 Transporte angeblich „Asozialer“ zunächst nach dem KZ Auschwitz I, dann nach dem KZ Auschwitz-Birkenau durchgeführt. Der Anteil der als „asoziale Zigeuner“ Stigmatisierten ist von elf Transporten bekannt. Er betrug bei den Männern mit 140 Personen 19,9 Prozent, bei den Frauen mit 35 Personen 31,8 Prozent. Am 7. Dezember 1942 wurden 59 Männer und 32 Frauen aus dem Lager Lety nach Auschwitz deportiert, die ausschließlich als „Zigeuner“ – Roma und Nichtroma – kategorisiert waren. 70 von ihnen überlebten die ersten drei Monate der Verschleppung nicht.
In Lety wurden insgesamt 1308 Menschen inhaftiert. „Körperliche Schwerstarbeit, mangelhafte Ernährung, unzureichende Bekleidung und eine enorme Überbelegung der ursprünglich nur für 300 Personen angelegten Wohnbaracken“ bewirkten den Tod von insgesamt 327 Häftlingen im Lager Lety.

## Erinnerungskultur

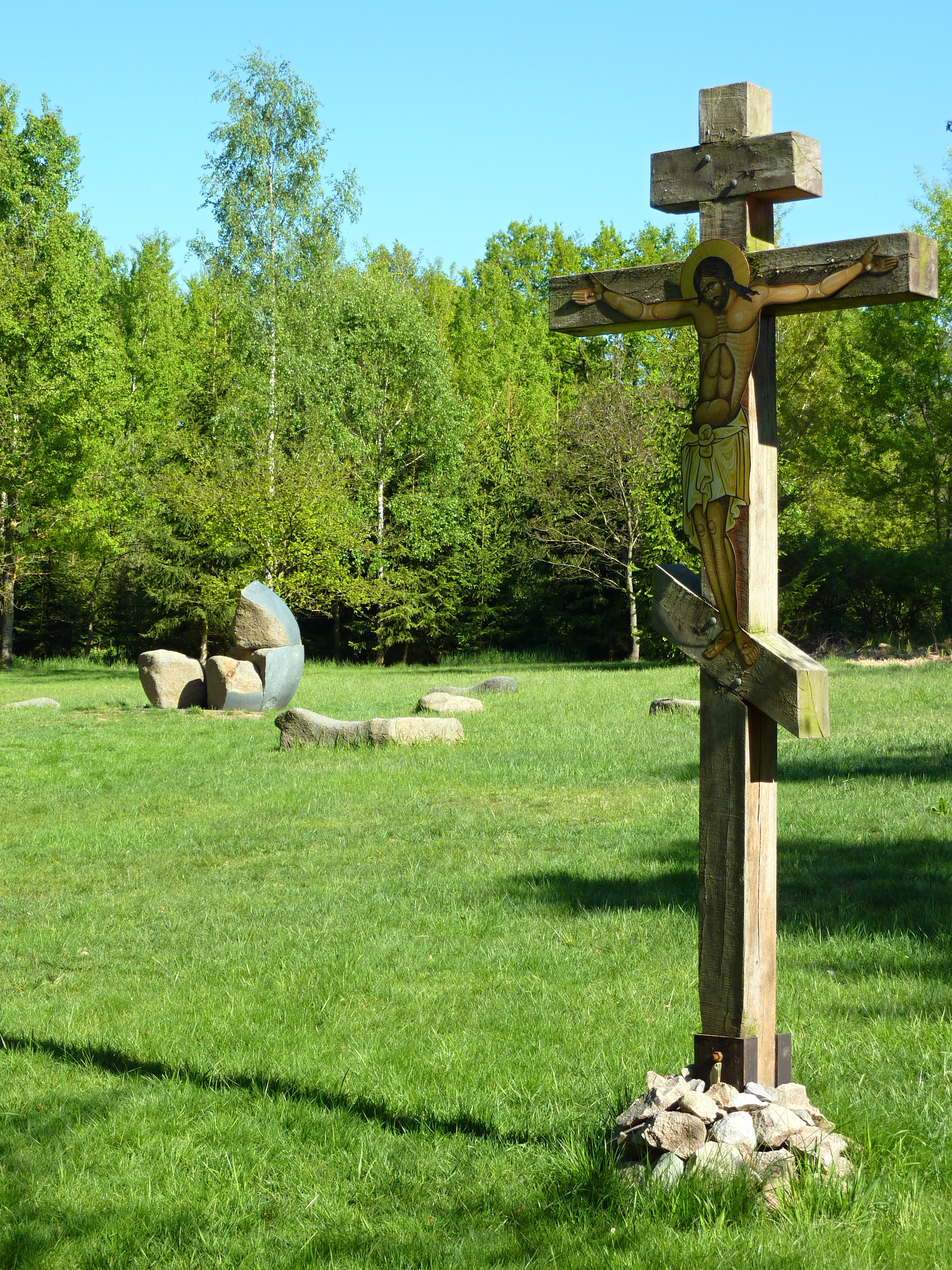
Denkmal auf dem Gelände des KZ Lety

1994 entdeckte der US-amerikanische Autor und Rom Paul Polansky in einem böhmischen Staatsarchiv den Nachlass der Lagerverwaltung. Die Publikation der Dokumente führte zu einem öffentlichen Skandal, denn es erwies sich, dass auf dem Gelände des ehemaligen und durchaus nicht vergessenen Lagers in unmittelbarer Nähe des Lagerfriedhofs eine Massenschweinemast betrieben wurde. Das Verlangen, den Betrieb zu schließen und das frühere Lagergelände als Holocaust-Schauplatz gemäß der Helsinki-Konvention über Todeslager aus dem Zweiten Weltkrieg zu respektieren, blieb wie jede andere Art von Widerspruch erfolglos. 1995 versprach Präsident Havel die Schließung, die aber nicht geschah. Stattdessen ließ die tschechische Regierung an einer wenig beachteten, weil schwer zugänglichen Stelle, an der ein Notfriedhof vermutet wird, einen Gedenkort schaffen, dem später ein privates orthodoxes Kreuz hinzugefügt wurde.
1997 erstatteten 20 namhafte Vertreter des kulturellen Lebens Strafanzeige wegen Völkermordes gegen Unbekannt. Die Polizei ermittelte ein Jahr gegen den letzten noch lebenden Aufseher, nach dessen Tod das Verfahren eingestellt wurde. 1998 gründeten Roma ein Komitee für die Entschädigung des Roma-Holocausts (VPORH). Das Komitee veranstaltet seither Gedenkveranstaltungen und Seminare zur Geschichte und zur aktuellen Situation der Roma in der Tschechischen Republik. Es unterstützt Entschädigungsanträge und sammelt Dokumente. Im Jahre 2000 brachte das VPORH Gedenktafeln mit den Namen der Opfer auf dem Pfarrfriedhof des benachbarten Dorfs Mirovice an, auf dem ein großer Teil der Ermordeten liegt. 2001 errichtete das Komitee dort ein Denkmal für die Opfer der nationalsozialistischen Roma-Verfolgung, das erste in Böhmen. Gedenkinstallationen in Lety lehnte es angesichts des Schweinemastbetriebs ab.
Inzwischen beteiligte sich das Komitee an der Dauerausstellung in Auschwitz zum Genozid an den europäischen Roma, veranstaltete eine Ausstellung zum Lager Lety im Gebäude des Europäischen Parlaments, holte die englischsprachige Ausstellung des Dokumentations- und Kulturzentrums Deutscher Sinti und Roma in die Nationalgalerie Prag und entwickelte eine Wanderausstellung zur „verlorenen Welt“ der tschechischen Roma, die in tschechischen Städten gezeigt wurde.
Im August 2014 kam es zu einem Eklat, als der tschechische Parlamentsabgeordnete Tomio Okamura in einem Interview für das Portal ParlamentníListy.cz leugnete, dass es sich bei dem Lager um ein „Romani-Konzentrationslager“ gehandelt hätte. Es sei lediglich ein Lager für „Arbeitsscheue“ gewesen, die „nicht aufgrund ihrer ethnischen Zugehörigkeit interniert [wurden], sondern aufgrund ihrer Lebensweise als Zigeuner“. Zudem behauptete er, dass „die Opfer im Lager nicht Opfer eines Holocausts“ gewesen seien. Dies rief eine Welle an Protesten hervor, u. a. auch durch hochrangige Politiker.
Nachdem sich die Regierung Bohuslav Sobotka im Oktober 2017 mit dem Betreiber über einen Kauf der Schweinemast einigte, wurde das Gelände im Mai 2018 dem Staat übergeben. Derzeit läuft eine archäologische Untersuchung. Die Betriebsgebäude werden bis Ende des Jahres vollständig abgerissen. Die Planung und der Aufbau einer Gedenkstätte wird vom Museum der Roma-Kultur geleitet.  Die Eröffnung erfolgte im Frühling 2024.